# Giovani guerrieri
Giovani guerrieri (Over the Edge) è un film statunitense del 1979 diretto da Jonathan Kaplan sul tema del disagio giovanile. Il film, basato su eventi realmente accaduti, segna il debutto come attore di Matt Dillon.
In apertura del film, si informa lo spettatore che negli Stati Uniti 110.000 ragazzi sotto i diciotto anni nel 1978 sono stati arrestati per atti vandalici e che la pellicola è ispirata a fatti realmente accaduti negli anni settanta in una comunità pianificata dove gli urbanisti ignorarono che un quarto della popolazione avesse un'età inferiore ai 15 anni.

## Trama
A New Granada, un nuovo insediamento residenziale sperduto nel nulla, mentre gli adulti sono impegnati nel tentativo di attirare nuovi abitanti e attività produttive, gli adolescenti non hanno alcuna occasione di svago, al di fuori di un modesto centro ricreativo pomeridiano, e sfogano noia e frustrazione con atti vandalici e abuso di alcol e droghe. Il problematico Richie e il più tranquillo Carl sono coinvolti nell'escalation del conflitto con le forze dell'ordine al di là delle loro effettive responsabilità e a rimanerne tragicamente vittima è il primo, ucciso da un poliziotto perché brandiva un'arma. La morte di Richie scatena la ribellione generale di tutti i ragazzi, proprio mentre i loro genitori sono riuniti per discutere su come affrontare la situazione ormai fuori controllo.

## Produzione
Il film è stato ispirato dagli eventi descritti in un articolo del San Francisco Examiner del 1973 intitolato "Mousepacks: Kids on a Crime Spree" e scritto da Bruce Koon e James A. Finefrock. L'articolo riportava di giovani atti vandalici a Foster City, in California. The middle class planned community aveva un livello insolitamente alto di criminalità giovanile. Gli sceneggiatori Charles S. Haas e Tim Hunter hanno iniziato a lavorare poco dopo la pubblicazione dell'articolo, inclusa la ricerca sul campo nella stessa città dove hanno intervistato alcuni dei bambini. Hunter ha detto che la sceneggiatura rifletteva accuratamente l'articolo con l'eccezione di un finale più violento.
Orion Pictures ha aiutato a finanziare il film; il produttore George Litto ha preso in prestito ulteriormente 1 milione di dollari. Il regista Jonathan Kaplan, che aveva 30 anni quando venne assunto, ha dato un approccio documentario alle riprese, usando attori sconosciuti. Tra questi c'era Matt Dillon, all'epoca quattordicenne, che i registi hanno scoperto in una scuola media nella Contea di Westchester, a New York. Questo è stato il debutto cinematografico di Dillon. Le riprese sono durate più di 20 giorni nel 1978 a Greeley e Aurora, due città del Colorado.
A causa della pubblicità negativa che circondava una serie di film di gang giovanili dell'epoca come I guerrieri della notte, The Wanderers - I nuovi guerrieri e Boulevard Nights, Giovani guerrieri ha avuto una limitata uscita nelle sale nel 1979. Ma da allora il film ha guadagnato lo status di film di culto. Alla fine del 1981, è stato presentato al "Film at Joseph Papp's Public Theater" come parte di un programma chiamato "Word of Mouth", dedicato ai film che erano stati trascurati a causa di uno scarso marketing o distribuzione. Questa proiezione ha portato alla sua quotazione nelle liste critiche nella top-10 ed è stata recensita positivamente da Vincent Canby del The New York Times. Il film è poi riemerso negli anni '80 con spettacoli su canali via cavo, inclusa la HBO. Il regista Richard Linklater ha detto che il film ha influenzato il suo film La vita è un sogno. Giovani guerrieri è stato fonte d'ispirazione per i video musicali delle canzoni "Smells Like Teen Spirit" dei Nirvana e "Evil Eye" dei Fu Manchu.

## Distribuzione
- Il film, a causa del suo argomento particolarmente delicato, negli Stati Uniti ebbe non pochi problemi di distribuzione all'epoca della sua realizzazione. Come dichiarato dal regista stesso in alcune sue interviste il motivo principale di tutto questo era la paura che si potesse scatenare un fenomeno di emulazione da parte del pubblico giovanile.[6]
- Il film venne distribuito nelle sale cinematografiche italiane soltanto nel maggio del 1983.[7]

### Date di uscita
Le date di uscita internazionali nel corso degli anni sono state:
- 2 novembre 1979 in Danimarca (Kliken går amok)
- 15 febbraio 1980 in Svezia (Unga rebeller)
- 27 febbraio 1980 in Francia (Violences sur la ville)
- 27 giugno 1980 in Germania Ovest (Wut im Bauch)
- 15 dicembre 1981 in USA (Over the Edge)
- 26 maggio 1983 in Italia[7]

## Accoglienza

### Critica
Over the Edge ha ricevuto critical acclaim dalla critica. Vincent Canby del The New York Times ha dato al film una recensione positiva, affermando, "È merito del signor Kaplan che fa sembrare New Granada altrettanto noiosa e alienata a noi come ai bambini sfortunati che vivono lì."
In un articolo del 1983 pubblicato sul quotidiano Stampa Sera e dedicato alla presentazione della pellicola si legge: "Ai teenagers il film rivolge lo straziato grido di annichilimento cantato nella colonna sonora del grande Jimi Hendrix (Come On) e ripreso dai Ramones (Teenage Lobotomy), Little Feat, Cheap Trick, Van Halen, Valerie Carter. Nello scolastico resoconto della vicenda spicca la maligna caratterizzazione che dell'infelice Richie dà Matt Dillon"..

## Curiosità
- I manifesti e le locandine utilizzate per la promozione del film all'epoca della sua diffusione nelle sale cinematografiche italiane sono state curate dall' illustratore Enzo Sciotti.[10]
- "Noi siamo pronti... noi colpiremo!" è la tagline presente sui manifesti usati per la promozione del film all'epoca della sua diffusione nelle sale cinematografiche italiane.[11]
- Per il video di Smells like teen spirit, Kurt Cobain si ispirò a questo film. (riferito in https://www.livenirvana.com/songguide/smells-like-teen-spirit.html)

## Colonna sonora

### Album
La colonna sonora originale del film è stata distribuita su un LP del 1979 della Warner Bros. Records (56 688) con il titolo Over The Edge - Original Sound Track.

#### Tracce
LATO A
1. "Surrender" – Cheap Trick
2. "My Best Friend's Girl" – The Cars
3. "You Really Got Me" – Van Halen
4. "Speak Now or Forever Hold Your Peace" – Cheap Trick
5. "Come On (Part 1)" – Jimi Hendrix

LATO B
1. "Just What I Needed" – The Cars
2. "Hello There" – Cheap Trick
3. "Teenage Lobotomy" – Ramones
4. "Downed" – Cheap Trick
5. "All That You Dream" – Little Feat
6. "Ooh Child" – Valerie Carter